# Hallennes-lez-Haubourdin
Hallennes-lez-Haubourdin là một xã của tỉnh Nord, thuộc vùng Hauts-de-France, miền bắc nước Pháp.